# Francisco Caamaño Domínguez
Francisco Caamaño Domínguez (Cee, La Coruña, 8 de enero de 1963) es un político, profesor y abogado español. Ejerció como ministro de Justicia de España entre febrero de 2009 y diciembre de 2011.

## Biografía
Licenciado y doctor en Derecho por la Universidad de Santiago de Compostela, en la que fue profesor ayudante y profesor titular de Derecho Constitucional, está casado y tiene dos hijas.
En 1993 fue designado letrado del Tribunal Constitucional. En 2001 regresó a la Universidad de Santiago y en 2002 obtuvo la cátedra de Derecho constitucional en la Universidad de Valencia, en donde permaneció hasta 2004.
Militante del PSOE, en ese año fue nombrado por José Luis Rodríguez Zapatero secretario de Estado de Relaciones con las Cortes, puesto en el que se ocupó de negociar las principales leyes aprobadas en aquella legislatura como la conocida como ley contra la violencia de género, algunos estatutos de autonomía y de hacer reformas en el sistema de votación de las elecciones locales para permitir el voto de los extranjeros que vivían en España. En 2008 continuó en el mismo puesto tras la constitución del nuevo gobierno, con la denominación de secretaría de Estado de Asuntos Constitucionales y Parlamentarios, dependiente de la vicepresidenta primera, María Teresa Fernández de la Vega. 
El 24 de febrero de 2009 asumió el cargo de ministro de Justicia (en sustitución de Mariano Fernández Bermejo), cargo que desempeñó hasta el 22 de diciembre de 2011. Durante su mandato se aprobaron a iniciativa de su Departamento más de veinte leyes, entre las que destacan la reforma del Registro Civil, la del Código Penal mediante la que se introdujo por primera vez en España la responsabilidad penal de las personas jurídicas o la del uso de las nuevas tecnologías de la información y la comunicación en la Administración de Justicia. Asimismo, fue responsable del primer proyecto de ley para la modificación de la Ley de Enjuiciamiento Criminal desde la entrada en vigor de la Constitución de 1978 y propuso la creación de los tribunales de instancia en sustitución del modelo de juez unipersonal existente. Con ocasión de la presidencia española de la UE, Caamaño presidió la Comisión de Justicia e Interior y, desde ese cargo, impulsó la orden europea de protección de las mujeres víctimas de violencia de género. Siendo Ministro de Justicia, se decretó el primer estado de alarma de la democracia durante la denominada crisis de los controladores aéreos en España en 2010 el 4 de diciembre de 2010, la militarización de los controladores aéreos civiles, así como la posterior prórroga del estado de alarma hasta el 15 de enero de 2011.
Tuvo conferencias sobre la transparencia en el sector público, Modernizar la Administración de Justicia, Más unidades judiciales, Nuevas oficinas judiciales, la creación de gerencias territoriales, la separación de aspectos políticos y gerenciales y el número de asuntos en los tribunales.
En las elecciones del año 2011 fue elegido Diputado en las Cortes Generales por la circunscripción de La Coruña, cargo que desempeñó hasta noviembre del año 2012 en el que se presentó a las elecciones al Parlamento de Galicia encabezando la candidatura del PSOE por la misma circunscripción. Fue secretario general del PSOE de La Coruña desde el 2 de junio de 2012 hasta el 13 de diciembre de 2014. 
En el año 2015 dejó el escaño y se incorporó a su cátedra en la Universidad de Valencia. En la actualidad compagina su trabajo como catedrático en la Universidad de La Coruña con su labor como socio profesional del bufete CCS Abogados.
Ha sido director de la Fundación Democracia y Gobierno Local y codirector de la revista Cuadernos de Derecho Local.

## Obras
- 1992, El mandato parlamentario.
- 1994, El control de constitucionalidad de disposiciones reglamentarias.
- 1995, Normas institucionais de Galicia.
- 1997, Jurisdicción y procesos constitucionales.
- 2000, El derecho de sufragio pasivo: prontuario de jurisprudencia constitucional 1981-1999.
- 2014, Democracia Federal. Apuntes sobre España, Turpial.

## Distinciones y condecoraciones
- Gran Cruz de la Orden de Carlos III (30 de diciembre de 2011).[6]

## Cargos desempeñados
- (2004-2009), Secretario de Estado de Asuntos Constitucionales.
- (2008-2012), Presidente del PSOE de La Coruña.
- (2009-2011), Ministro de Justicia.
- (2011-2012), Diputado por La Coruña en el Congreso de los Diputados.
- (desde 2012), Secretario general del PSOE de La Coruña.
- (desde 2012), Diputado por La Coruña en el Parlamento de Galicia.